# 지쿵까귀
지쿵까귀는 티베트 불교 까귀파의 한 분파이다. 쇠남린첸의 제자인 팍모주빠 도제개뽀의 제자 린첸뻬가 1179년 지쿵(止貢)에서 기존 법당을 수리해서 지쿵티 사원을 세운 것이 시작이다. 민중은 린첸뻬를 지쿵빠로 불렀다.